# Holopogon caesariatus
Holopogon caesariatus là một loài ruồi trong họ Asilidae. Holopogon caesariatus được Martin miêu tả năm 1959.